# Korey Stringer
Korey Damont Stringer (Warren, 8 maggio 1974 – Mankato, 1º agosto 2001) è stato un giocatore di football americano statunitense che ha militato nel ruolo di defensive tackle nella National Football League (NFL). Morì in seguito alle complicazioni per un colpo di calore durante il training camp estivo dei Minnesota Vikings nel 2001

## Biografia
Al college, Stringer giocò a football a Ohio State, venendo premiato come All-American. Fu scelto come 24º assoluto nel Draft NFL 1995 dai Minnesota Vikings, giocandovi fino al 2000. Grazie alle sue prestazioni come membro della linea offensiva fu convocato per il Pro Bowl in quella che si sarebbe rivelata la sua ultima stagione, quella del 2000. In sei stagioni nella NFL, disputò 93 partite della stagione regolare, tutte tranne due come titolare. Subì un colpo di calore durante il training camp della pre-stagione 2001 dei Vikings, morendo per le complicazioni. I Vikings ritirarono il suo numero 77 durante la gara del 19 novembre 2001.
La vedova di Stringer citò in giudizio la squadra dei Vikings e lo staff dei medici. Particolare della causa legale furono in seguito rivelati; la causa contro la NFL ebbe termine nel gennaio 2009. L'unico termine reso pubblico fu che NFL avrebbe dovuto creare un programma per la prevenzione in futuro di casi simili. La vedova fece anche causa a Riddell Inc., produttrice delle protezioni e del casco di Stringer. Nel luglio 2009, un giudice federale determinò che Riddell avrebbe dovuto avere il dovere di informare Stringer che il loro equipaggiamento avrebbe potuto contribuire a colpi di calore. Un giudice distrettuale in seguito ordinò che fosse istituito un processo.
La morte di Stringer portò grosse novità nell'ambito della prevenzione dei colpi di calore nella NFL. La sua morte fu anche dovuta alla elevata pressione sanguigna riscontrabile nei giocatori pesanti oltre 135 kg. Stringer, che al momento della sua morte era alto 193 cm e pesava 152 kg, era al suo peso minimo da quando era iniziata la sua carriera professionistica. Molte squadre professionistiche oggi si allenano in uniformi dai colori chiari, acqua e protezioni sono a portata di mano e un dottore della squadra è sempre presente durante le sessioni di allenamento.

## Palmarès
- Convocazioni al Pro Bowl: 1

2000
- Numero 77 ritirato dai Minnesota Vikings
- Minnesota Vikings Ring of Honor

## Statistiche
| Partite             | 93 |
| Partite da titolare | 91 |